# الکساندرا پلوسی
الکساندرا پلوسی (انگلیسی: Alexandra Pelosi؛ زادهٔ ۵ اکتبر ۱۹۷۰) یک خبرنگار، و کارگردان اهل ایالات متحده آمریکا است. وی از سال ۲۰۰۲ میلادی تاکنون مشغول فعالیت بوده‌است.